# Gibsoniothamnus truncatus
Gibsoniothamnus truncatus är en tvåhjärtbladig växtart som beskrevs av Alwyn Howard Gentry. Gibsoniothamnus truncatus ingår i släktet Gibsoniothamnus och familjen Schlegeliaceae. Inga underarter finns listade i Catalogue of Life.